# Zdrawko Milew
Zdrawko Milew, bułg. Здравко Милев (ur. 25 października 1929 w Tyrgowiszte, zm. 1 stycznia 1984 w Sofii) – bułgarski szachista, mistrz międzynarodowy od 1952 roku.

## Kariera szachowa
Wielokrotnie startował w finałach indywidualnych mistrzostw Bułgarii, zdobywając 5 medali: trzy złote (1952, 1960, 1961) i dwa brązowe (1954, 1958). Pomiędzy 1954 a 1964 sześciokrotnie reprezentował narodowe barwy na szachowych olimpiadach, dwukrotnie zdobywając medale za wyniki indywidualne: srebrny (1964, na V szachownicy) oraz brązowy (1956, na VI szachownicy). 
Odniósł kilka sukcesów w turniejach międzynarodowych, m.in. w Bukareszcie (1951, I m.), Międzyzdrojach (1952, wspólnie z Ionem Bǎlǎnelem) oraz w Rusie (1961, II m.).
Według retrospektywnego systemu rankingowego Chessmetrics, najwyższą punktację osiągnął w styczniu 1952, z wynikiem 2623 punktów zajmował wówczas 39. miejsce na świecie.
Był również autorem książek o tematyce szachowej, traktujących m.in. o grze debiutowej.

## Wybrane publikacje
- Система Земиша в Староиндийска защита
- Шахматни комбинации
- Защита Грюнфелд
- Намерете най- добрия ход
- Шахматна мисъл